# Isaac de Pinto
Isaac de Pinto (* 20. April 1717 in Amsterdam; † 14. August 1787 in Den Haag) war ein niederländischer Jude portugiesischer Abstammung. Er trat als Philosoph, Gelehrter, Ökonom, Politiker und Geschäftsmann recht vielseitig in Erscheinung. Als Finanzier war er zudem einer der Hauptanleger der Niederländischen Ostindien-Kompanie. Er lebte in Amsterdam, Paris und London und stand im Austausch mit wichtigen Persönlichkeiten – u. a. mit Voltaire und David Hume – der europäischen Aufklärung.

## Wirken

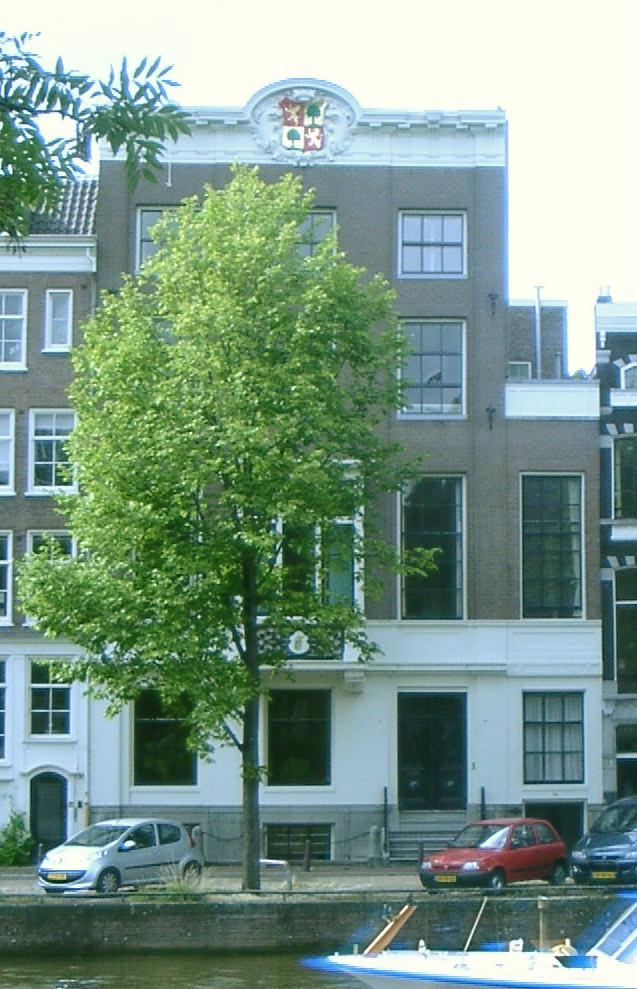
Das Haus Nieuwe Herengracht Nr. 99 mit dem Wappen des Jacob Texeira de Mattos

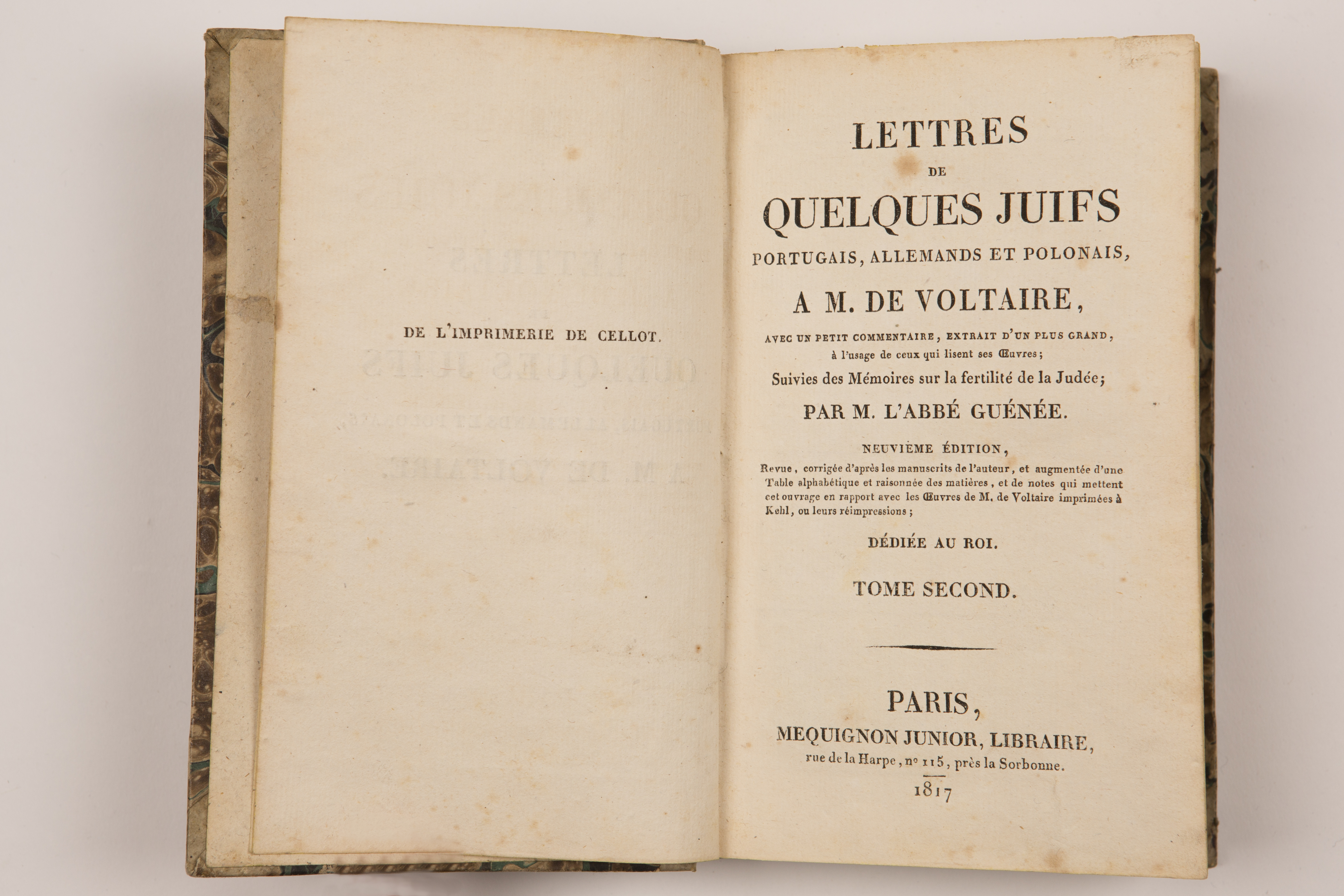
Lettres de Quelques Juifs portugais, allemands et polonais, a M. de Voltaire, 1817 (9. Auflage), Paris. In der Sammlung des Jüdischen Museums der Schweiz.

Er war der Sohn des David de Pinto (1692–1751) und dessen Ehefrau Leah ‚Isaac‘ Levie-Ximenes Belmonte (1688–1740), beide seit dem 21. März 1714 verheiratet. Die Familie hatte noch zwei weitere Söhne, Aron (* 1716) und Jacob de Pinto (* 1718). Die drei Brüder wurden bereits in jungen Jahren in der Führung der portugiesischen jüdischen Gemeinde in Den Haag beteiligt. Bis 1760 besetzten sie gemeinsam regelmäßig und abwechselnd zahlreiche administrative Funktionen.
Mit seiner Heirat am 29. Dezember 1734 begann Isaac de Pinto sein eigenständiges Leben zu führen. So heiratete er in diesem Jahr die geborene Rachel Nunes Henriques (1715–1783), die Tochter eines wohlhabenden Gesellschafters und Finanziers der Vereenigde Oostindische Compagnie (VOC).
Im Jahre 1739 war er Sekretär der informellen Gelehrtengesellschaft Société Amicale und stand nicht nur durch diese Funktion im Briefwechsel mit ausländischen Autoren, die diese Gesellschaft häufig besuchten. 1742 hielt de Pinto zwei Reden in einer Gruppe von sephardischen Gelehrten.
De Pinto unterstützte im Österreichischen Erbfolgekrieg William IV. von Oranien, der auch Direktor der Niederländischen Ostindien-Kompanie war, indem er ihm 1747 Geld zur Abwehr der Franzosen bei Bergen op Zoom zur Verfügung stellte. Als Gegenleistung dafür bemühte er sich um die Abmilderung des für jüdische Händler geltenden Verbotes, Kleidung, eingelegte Gurken oder Fisch auf den Straßen zu verkaufen.
Von umfassender Bildung, veröffentlichte er erst 1748 in Amsterdam seine erste Schrift Reflexoens politicas, tocante a constituica da Nacao judaica, exposicao do estado de suas financas, causas dos atrasos, & desordens que se experimentao & meyos de os prevenir. Er setzte sich in ihr mit der zunehmenden Armut unter portugiesischen Juden auseinander und schlug vor, die ärmsten Juden in englische oder niederländische Kolonien in Amerika zu schicken, nach Surinam, Curacao, Jamaika oder Barbados. Als Teilhaber einer in dieser Region aktiven kolonialen Handelsgesellschaft war dies auch für ihn selbst ein nützlicher Vorschlag. Die Armenfürsorge im Land wäre entlastet worden und Pinto schlug vor, mit diesen Ersparnissen einen Vorsorgefonds zu bilden. Als weitere Gründe der Verelendung seiner Gemeinschaft führte er die gestiegene Besteuerung portugiesischer Juden an, Bankrotte von Familiengesellschaften (infolge von Dekadenz), Diskriminierungen jüdischer Handelsvertreter, die Englisch-Niederländischen Seekriege, den Bankrott diverser kolonialer Handelsgesellschaften und die Einwanderung orientalischer Juden.
1762 veröffentlichte er den Essai sur le Luxe in Amsterdam, eine weit beachtete Erwiderungsschrift gegen die luxusfreundliche Haltung Voltaires. Im selben Jahr folgte Apologie pour la Nation Juive, ou Réflexions Critiques, in der er Voltaire erneut kritisiert, weil dieser der jüdischen Religion ihre Rückständigkeit vorwarf und weil er zu wenig zwischen den einzelnen jüdischen Gruppierungen differenziert habe. In seiner Antwort räumte Voltaire eigene Fehler ein. Antoine Guenée verbreitete de Pintos Apologie in seinen Lettres de Quelques Juifs Portugais, Allemands et Polonais, à M. de Voltaire.
Im Vorfeld des Friedens von Paris, der den Siebenjährigen Krieg in Übersee beendete, war de Pinto als diplomatischer Vermittler auf britischer Seite aktiv und erhielt dafür eine lebenslange Pension in Höhe von 500 £ der British East India Company.
Infolge einer missglückten Spekulation ging de Pinto 1763 bankrott und war gezwungen, sein Haus in der Nieuwe Herengracht in der Nähe der Portugiesischen Synagoge Amsterdams mit den berühmten fünf wandfüllenden allegorischen Gemälden von Jan Weenix zu verkaufen. Die Familie zog nach Den Haag. 1768 schrieb de Pinto einen Brief an Diderot über das Kartenspiel, Du Jeu de Cartes. Sein Traité de la Circulation et du Crédit folgte in Amsterdam im Jahr 1771 und wurde zweimal neu aufgelegt und ins Englische und Deutsche übersetzt. Darin stellte er am Beispiel der damaligen Staatsverschuldung Englands, die fast nur aus besicherten, regelmäßig bedienten Annuitätendarlehen bestand, unter anderem die These auf, dass staatliche Verschuldung den nationalen Reichtum fördere, was von den meisten Ökonomen seiner Zeit, auch von Adam Smith, abgelehnt wurde. Ein Précis des Arguments Contre les Matérialistes wurde 1774 in Den Haag veröffentlicht. 1773 und 1774 trafen Pinto und Diderot in Den Haag zusammen.
1776 veröffentlichte er in London seine Letters on the American Troubles, in denen er Benjamin Franklins Idee der Unabhängigkeit der nordamerikanischen Kolonien zurückwies. De Pintos Werke wurden auf Französisch (Amsterdam, 1777) und Deutsch (Leipzig, 1777) veröffentlicht. Eine der bedeutendsten Persönlichkeiten, mit denen de Pinto sich über Ökonomie austauschte, war David Hume.

## Werke (Auswahl)

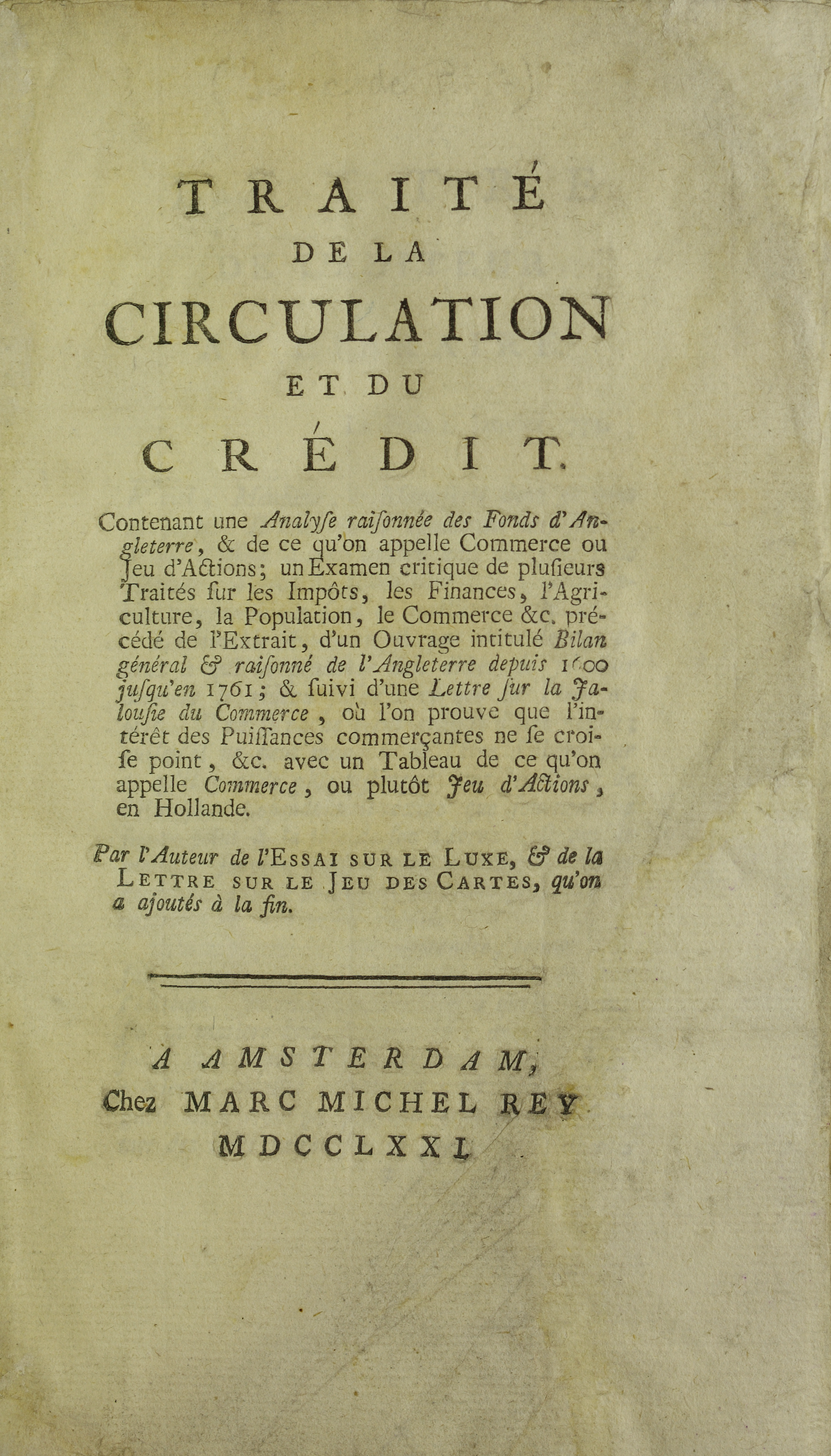
Traité de la circulation et du crédit, 1771

- Reflexões políticas tocantes à constituição da nação judaica. (1748)
- Reponse de Mr. J. de Pinto, aux Observations d’un homme impartial sur sa Lettre à Mr. S.B., docteur en médecine à Kingston dans la Jamaïque, au sujet des troubles qui agitent actuellement toute l’Amérique septentrionale. (1776)
- Précis des arguments contre les matérialistes : avec de nouvelles réflexions sur la nature de nos connoissances, l’existence de dieu, l’immatérialité de l’ame. (1775)
- Traité de la Circulation et du Crédit. Marc-Michel Rey (1771)
- Essai sur le luxe. (1762)